# Hárs György (költő)
Hárs György (Budapest, 1937. július 26. – Budapest, 2016. október 23.) magyar költő, műfordító, újságíró.

## Életpályája
Szülei: Hárs Imre és Hajnal Erzsébet (1913-?) voltak. 1954-ben Keszthelyi Zoltán (1909-1974) fedezte fel költői tehetségét. 1954-1960 között az ELTE BTK-n újságírást tanult, ahol Klaniczay Tibor és Király István irodalomtörténész tanította. Osztálytársa volt többek közt: Lázár Ervin, Márton László, Ladányi Mihály, Szabó István. 1956-1960 között a Szabad Föld gyakornoka, majd a kulturális rovat munkatársa volt. 1958-tól a Tűz-tánc antológia tagja volt. 1960-1963 között a Népszabadság kulturális rovatának munkatársaként dolgozott. 1964-ben a győri Kisalföld szerződéses újságírója volt. 1964-1969 között ismét a Szabad Föld munkatársa lett. 1969-1986 között a Magyar Televízió ifjúsági osztályának szerkesztője, majd főmunkatársa volt. 1986-1991 között a Képes 7 olvasószerkesztője, majd főszerkesztő-helyettese volt.

## Művei
- A láz keresztjén (versek, 1958)
- Ökölbe zárt szív (kisregény Szamuely Tiborról, 1959)
- Gyúlékony éj (versek, 1961)
- Tiszta szigorúság (antológia, 1963)[3]
- Tejút, művészi album (dialógus, Szász Endrével, 1992)

## Műfordításai
- André Devigny: A halálraítélt megszökött (visszaemlékezések, 1969)
- R. Ny. Kim: Kísértetek iskolája (regények, 1971)
- A. Tvardovszkij: Az emlékezet jogán (poéma, 1989)

## Filmjei
- A fehér-fekete szivárvány (1973)
- Diák voltam La Rochelle-ben (1974)
- Bicentenáriumi biccentés (1975)

## Díjai
- A Magvető Könyvkiadó Nívódíja (1959)
- A Móra Könyvkiadó Nívódíja (1961)
- Lengyel Millenniumi Emlékérem (1966)
- A Haza Szolgálatáért Érdemérem (1976)
- Ady-emlékplakett (1978)
- 1300 éves Bulgária Érdemérem (1981)
- Bolgár Jubileumi Plakett (1981)
- Kiváló Munkáért (1982)
- Szocialista Kultúráért (1985)